# Aage Haugland
Aage Haugland (1 de febrero de 1944 - 23 de diciembre de 2000) fue un bajo lírico danés, renombrado en papeles de Wagner, Verid, Puccini, Nielsen y Mozart.
Nació en Copenhague y debutó en Oslo en 1968. Perteneció al elenco de la Opera de Bremen, de la Den Jyske Opera en Aarhus y luego se incorporó al Royal Danish Opera, donde fue nombrado Kammersanger en 1985.
Cantó en La Scala, Milán, Metropolitan Opera, Covent Garden, Festival de Bayreuth, Festival de Salzburgo, Ópera Estatal de Baviera y la Opera de Paris.
Sus más importantes papeles fueron Hunding y Hagen en Der Ring des Nibelungen, Varlaam, Pimen y Boris en Borís Godunov, rey Marke en Tristan und Isolde, príncipe Iván Jovanski en Jovánschina y Wozzeck aunque fue el Baron Ochs en Der Rosenkavalier su rol más famoso.
En 1994 trabajó en el musical Atlantis de Østre Gasværk y acutó en las películas danesas Sirup y Flamberede hjerter.
Murió de cáncer a los 57 años.